# Yuya Oki
Yuya Oki (沖 悠哉 Oki Yuya?), född 22 augusti 1999 i Ibaraki prefektur, är en japansk fotbollsspelare.
Oki började sin karriär 2018 i Kashima Antlers.